# Kazukuru
Le kazukuru est une langue éteinte des langues de Nouvelle-Irlande, sans doute apparentée avec le dororo.